# Alva Colquhuon
Alva Colquhuon   (Brisbane, 30 de març de 1942) és una nedadora australiana, ja retirada, especialista en estil lliure, que va competir durant les dècades de 1950 i 1960.
El 1960 va prendre part en els Jocs Olímpics d'Estiu de Roma, on guanyà la medalla de plata en la prova dels 4x100 metres lliures del programa de natació. Formà equip amb Dawn Fraser, Ilsa Konrads i Lorraine Crapp. Quatre anys abans havia estat convocada com a nedadora reserva als Jocs de Melbourne, però no arribà a competir.
En el seu palmarès també destaquen tres medalles als Jocs de la Commonwealth de 1958, una d'or, una de plata i una de bronze.